# Сафроново (Томская область)
Сафроново — деревня в Томском районе Томской области России. Входит в состав Корниловского сельского поселения. Население 0 чел. (2021) .

## География
Находится на востоке региона
Географическое положение
Расстояние до
районного центра с. Корнилово: 8 км.
областного центра г. Томск: 14 км.

## История
В соответствии с Законом Томской области от 12 ноября 2004 года № 241-ОЗ деревня вошла в муниципальное образование Корниловское сельское поселение.

## Население
| 2008 | 2009 | 2010 | 2011 | 2012 | 2013 | 2014 | 2015 | 2021 |
| ---- | ---- | ---- | ---- | ---- | ---- | ---- | ---- | ---- |
| 1    | ↗8   | ↘2   | →2   | ↗5   | ↘4   | →4   | ↘2   | ↘0   |

## Инфраструктура
Личное подсобное хозяйство.

## Транспорт
Просёлочные дороги. Автобусное сообщение не осуществляется